# Прапор Бобруйська

Прапор Бобруйська

Прапор Бобруйська — один з офіційних символів міста Бобруйськ Бобруйського району. Прапор і герб Бобруйська затверджений Указом Президента Республіки Білорусь від 3 січня 2005 р. № 1.

## Опис
Прапор являє собою прямокутне полотнище білого кольору із співвідношенням сторін 1:2, в центрі лицьового боку якого — зображення герба міста Бобруйсь.